# Indian Hills (Nevada)
Indian Hills è un census-designated place (CDP) degli Stati Uniti, situato nella Contea di Douglas nello stato del Nevada. Nel censimento del 2000 la popolazione era di 4.407 abitanti. Si trova a ridosso della capitale dello stato Carson City.

## Geografia fisica
Secondo i rilevamenti dell'United States Census Bureau, la località di Indian Hills si estende su una superficie di 25,4 km², tutti occupati da terre.

## Popolazione
Secondo il censimento del 2000, a Indian Hills vivevano 4.407 persone, ed erano presenti 1.297 gruppi familiari. La densità di popolazione era di 173,5 ab./km². Nel territorio comunale si trovavano 1.737 unità edificate. Per quanto riguarda la composizione etnica degli abitanti, il 91,31% era bianco, lo 0,23% era afroamericano, l'1,23% era nativo e lo 0,86% era asiatico. Il 4,22% della popolazione apparteneva ad altre razze e il 2,16% a più di una. La popolazione di ogni razza ispanica corrispondeva al 9,48% degli abitanti.
Per quanto riguarda la suddivisione della popolazione in fasce d'età, il 26,8% era al di sotto dei 18, il 6,1% fra i 18 e i 24, il 28,6% fra i 25 e i 44, il 25,7% fra i 45 e i 64, mentre infine il 12,8% era al di sopra dei 65 anni di età. L'età media della popolazione era di 38 anni. Per ogni 100 donne residenti vivevano 97,3 maschi.